# حليب الحزن
حليب الحزن (بالإسبانية: La teta asustada) هو فيلم من نوع دراما أُصدر في 2008. الفيلم من إخراج وسيناريو كلوديا لوسا. يشارك في بطولته ماجالي سولير ويتناول مخاوف النساء المعنفات في تاريخ بيرو الحديث.
فاز الفيلم بجائزة الدب الذهبي وجائزة الاتحاد الدولي للنقاد السينمائيين في مهرجان برلين السينمائي الدولي 2009، بالإضافة إلى جائزة أفضل فيلم في مهرجان غوادالاخارا السينمائي الدولي الرابع والعشرين في المكسيك. كما تم ترشيحه لجائزة الأوسكار الـ82 لأفضل فيلم بلغة أجنبية، ليصبح أول فيلم بيروفي يتم ترشيحه لهذه الجائزة.

## القصة
تقع أحداث الفيلم في ليما. تغني امرأة مسنة أغنية وهي ترقد على فراشها وهي تحتضر. تصف اغتصابها وموت زوجها. في نهاية الأغنية، تموت ببطء وهي مستلقية بجانب ابنتها، فوستا (ماجالي سولير).
نشأت فوستا على قصص الأهوال التي حدثت أثناء الصراع الداخلي في بيرو بين سينديرو لومينوسو، وهي جماعة حرب عصابات، والحكومة البيروفية. وقد ترك هذا فوستا مع خوف شديد من الرجال والاغتصاب. لردع أي محاولات اغتصاب، وضعت بطاطس في مهبلها. طوال الفيلم، بدأت هذه البطاطس تؤثر على صحتها ولكنها استمرت في رفض السماح للأطباء بإزالتها.
في أعقاب وفاة والدتها، لم يكن لدى فوستا وعائلتها ما يكفي من المال لإعادة جثة والدتها إلى قريتهم للدفن. تتولى فاوستا العمل في منزل عازفة البيانو الغنية آيدا (سوزي سانشيز)، التي تكافح لإكمال قطعة جديدة في الوقت المناسب لحفل قادم.
عندما تكتشف عازفة البيانو أن فاوستا لديها موهبة في كتابة أغانيها الخاصة، تشجعها آيدا على إكمال أغنية لها من خلال تقديم عقد من اللؤلؤ في المقابل. تحتاج فاوستا بشدة إلى هذه الأموال من أجل دفع تكاليف جنازة والدتها وتوافق.
في ليلة الحفل، تؤدي آيدا أغنية فاوستا وسط تصفيق حار. في طريق العودة إلى منزل آيدا بعد الحفل، تعلق فاوستا على الاستقبال الإيجابي الذي تلقته الأغنية. تخشى آيدا أن تقول فاوستا شيئًا سيُعلم السائق أن آيدا ليست الملحنة وترد بطرد فاوستا إلى شوارع ليما المظلمة بمفردها.
في الليلة التي تلت زفاف ابنة عمها، يأتي عم فاوستا إلى غرفتها ويخيفها أثناء نومها. يتوسل إليها أن تعيش حياتها ولا تضيع أيامها في حالة من الخوف الذي لا ينتهي كما فعلت والدتها.
في نهاية الفيلم، تقرر فاوستا إجراء عملية جراحية لإزالة البطاطس وتدفن والدتها بالقرب من المحيط. وهذا يعني أن فاوستا ستواصل حياتها، تاركة وراءها مخاوفها.

## طاقم التمثيل
- ماجالي سولير
- دوريس ماريا راميريز  [لغات أخرى]‏
- ماركو انطونيو راميريز  [لغات أخرى]‏
- سوسي سانشيز

## وصلات خارجية
- الحليب الحزن على موقع IMDb (الإنجليزية)
- الحليب الحزن على موقع ميتاكريتيك (الإنجليزية)
- الحليب الحزن على موقع روتن توميتوز (الإنجليزية)
- الحليب الحزن على موقع نتفليكس (الإنجليزية)
- الحليب الحزن على موقع ألو سيني (الفرنسية)
- الحليب الحزن على موقع Turner Classic Movies (الإنجليزية)
- الحليب الحزن على موقع أول موفي (الإنجليزية)
- الحليب الحزن على موقع بوكس أوفيس موجو (الإنجليزية)
- الحليب الحزن على موقع فيلمافينيتي (الإسبانية)
- الحليب الحزن على موقع قاعدة بيانات الأفلام السويدية (السويدية)